# Britt-Marie Bystedt
Karin Britt-Marie Bystedt, född Curtman 25 maj 1931 i Stockholm, är en svensk tidigare tjänsteman.
Bystedt studerade vid Stockholms högskola och blev pol. mag. 1954, varefter hon anställdes av Tjänstemännens centralorganisation. Efter ett par år på Kooperativa förbundet återvände hon till TCO där hon stannade till 1965 då hon anställdes av Industriförbundet. Hon blev biträdande direktör vid Industriförbundet 1968 och direktör 1970.
Från 1967 var hon även styrelseledamot i Sveriges Radio och 1978 utsågs hon till vd för Sveriges Riksradio som bildades följande år. Under 1984 uppdagades en intern konflikt mellan Bystedt och programdirektören Per-Owe Johansson, vilket ledde till att de båda lämnade sina tjänster i maj samma år. Hon efterträddes av Ekochefen Ove Joanson.
Efter att ha lämnat Riksradion arbetade Bystedt som rekryteringskonsult. Hon var avdelningschef vid Riksrevisionsverket 1987–1989 och ledde Byggnadsstyrelsens avveckling 1993. Åren 1997–1998 ledde hon en statlig utredning om Centrala studiestödsnämndens organisation och resurser.
Senare har hon lett stiftelsen Ruter dam, varit konsult för Ångpanneföreningen och doktorerat i teatervetenskap, där hon disputerade för filosofie doktorsexamen 2016.
Bystedt är mor till Cecilia Skingsley.